# Pacifigorgia catedralensis
Pacifigorgia catedralensis is een zachte koraalsoort uit de familie Gorgoniidae. De koraalsoort komt uit het geslacht Pacifigorgia. Pacifigorgia catedralensis werd in 2004 voor het eerst wetenschappelijk beschreven door Breedy & Guzman. 